# Ель-Кармен (Чилі)
Ель-Кармен (ісп. El Carmen) — селище в Чилі. Адміністративний центр однойменної комуни. Населення — 4426 осіб (2002). Селище і комуна входить до складу провінції Дигильїн і регіону Ньюбле.
Територія комуни — 664,3 км². Чисельність населення — 12 242 мешканців (2007). Щільність населення — 18,43 чол./км².

## Розташування
Селище розташоване за 34 км південніше адміністративного центру провінції міста Чильян.
Комуна межує:
- на півночі — з комуною Сан-Ігнасіо
- на сході — з комуною Пінто
- на півдні — з комуною Пемуко
- на заході — з комуною Бульнес